# Мајк Олдфилд
Мајкл Гордон Олдфилд (енгл. Michael Gordon Oldfield; рођен 15. маја 1953) је мултиинструменталиста и композитор чији стил обухвата прогресивни рок, фолк, етно или ворлд музику, класику, електронику и у новије време денс. Његова музика је често веома разрађена и комплексна. Најпознатији је по хит албуму Tubular Bells из 1973. године, који је изазвао револуцију на пољу инструменталне музике и прославио издавачку кућу Virgin Records.

## Биографија
Олдфилдови родитељи су Морин и Рејмонд Олдфилд. Његова сестра Сали и брат Тери су такође познати музичари који су више пута гостовали на његовим албумима. Одгајани су у римокатоличком духу, вери њихове мајке Иркиње. Са норвешком певачицом Анитом Хегерланд има двоје деце.

### Рана каријера
Олдфилдова каријера почела је веома рано, када је као дечак свирао гитару у локалним фолк клубовима. Тада је већ имао два петнаестоминутна инструментална комада у којима је „прошао кроз све музичке правце“, који су били претеча његових препознатљивих композиција из 1970-их. У раним тинејџерским годинама прикључује се бит групи која је свирала музику налик оној групе The Shadows. Олдфилд је одувек наглашавао да је Хенк Марвин на њега имао највећи утицај. Године 1967, са сестром Сали оснива фолк дуо The Sallyangie. Следеће године издају албум Children of the Sun, али се ујесен исте године бенд распао због креативних несугласица. Након тога, са братом Теријем оснива бенд Barefoot који га враћа рок музици.
Године 1970. се прикључује бенду бившег певача групе Soft Machine Кевину Ерсу у којем свира бас. У бенду је био и клавијатуриста и композитор Дејвид Бедфорд који је охрабривао Олдфилда у прављењу ране верзије албума Tubular Bells. Бедфорд је касније уговорио и организовао оркестарску верзију тог албума. Олдфилд је са Ерсом снимио два албума — Whatevershebringswesing и Shooting At The Moon. Оба албума садржала су ране верзије онога што ће постати његов музички заштитни знак.
Након што је снимио демо верзију албума Tubular Bells, Олдфилд је покушао да некога из музичке индустрије убеди да прихвати пројекат, али му је свуда речено како пројекат није комерцијалан. Ипак, 1972. упознаје младог Ричарда Брансона који је оснивао сопствену издавачку кућу, Virgin Records, и након што је тонцима Тому Њуману и Сајмону Хејворту пустио демо, почео је да снима верзију албума из 1973.

### (1973—1991)године
је постало Олдфилдово најпознатије дело. Инструментална композиција снимана је током 1972. године, а издата 25. маја 1973. као инаугурација Брансонове Virgin Records етикете. Албум је био велики хит, а Олдфилд је на њему свирао преко двадесет различитих инструмената покривши тако више музичких жанрова. Албум је убрзо доспео на Топ 10 листу британских албума и на њој се задржао 279 недеља. Овај број надмашило је само десет других албума у историји британских топ-листа. Број од 2,57 милиона продатих примерака у Британији ставља га на 28. место најпродаванијих британских албума свих времена. У Америци је скренуо пажњу махом због појављивања на саундтреку филма Истеривач ђавола (The Exorcist). Ујесен 1974. његов следећи LP, , налазио се на првом месту у Британији током три недеље, све док га са ње није скинуо Tubular Bells. Иако је Hergest Ridge издат годину дана након албума Tubular Bells, први је доспео на место бр.1. Tubular Bells је провео 11 узастопних недеља на месту бр. 2 пре него што се учврстио на првом месту. Tubular Bells био је искоришћен као главна музичка тема за The Space Movie, филм који је Virgin издао поводом прославе десетогодишњице мисије Аполо 11. Музички део који се чује у Истеривачу ђавола преузет је из сцене Аполовог приземљења.
Као и Tubular Bells, Hergest Ridge имао је облик дводелног инструменталног дела, овога пута евоцирајући сцене Олдфилдовог одласка из сеоског округа Херфордшир. Након њих је 1975. уследило пионирско дело у ворлд музици — . Године 1978. излази албум  који је представио различите гласовне изведбе Сали Олдфилд, Меди Прајор и женског хора Queen's College. У време снимања овог албума Олдфилд је био на контроверзној терапији за стицање самопоуздања, познатој као Exegesis. Нема сумње да је резултат овога био да је некада повучени музичар кренуо на велику европску турнеју како би промовисао свој нови албум. Снимци са ове турнеје појавили су се у облику албума .
Почетком '80-их Олдфилд прави прелаз ка популарној „мејнстрим“ музици, почевши са убацивањем краћих инструменталних песама и савременијих обрада старијих песама на албумима  и . Убрзо је своју пажњу усмерио на писање песама које су укључивале гласове познатих извођача, праћених његовим препознатљивим гитарским звуком. Најпознатија песма из тог времена је Moonlight Shadow, хит из 1983. на којој пева Меги Рајли (Maggie Reilly) и која је више пута обрађивана од стране различитих извођача. Најпознатија Олдфилдова композиција на америчком тржишту у то време је била нова верзија песме Family Man дуа Hall & Oates.
Олдфилд се касније посветио филму и видеу, пишући музику за познати филм Роланда Џофија (Roland Joffé) — Поља смрти (The Killing Fields) и направивши солидан видео материјал за свој албум . Islands је наставио оно што је Мајк радио на претходних неколико албума — инструментали са једне стране, а рок/поп синглови са друге. Песме Islands, коју пева Бони Тајлер и Magic Touch на којој пева Џим Прајс, односно Макс Бејкон (верзија за САД) биле су највећи хитови. У Америци је песма Magic Touch постигла огроман успех и доспела на Топ 10 америчке листе синглова.  изашао је јула 1989. и доживео осредњи успех. Песме Innocent,  и  изашле су у облику синглова. У ово време дошло је до озбиљних размирица између Олдфилда и његове издавачке куће. Virgin Records упорно је инсистирао да било који наредни инструментални албум треба да носи назив Tubular Bells 2. Олдфилдов бунтовнички одговор на то био је , једносатно музичко дело сачињено од тема које се непрестано мењају (вероватно како би се онемогућило прављење синглова), неочекивани жестоки, експлозивни звуци и бука и веома лукаво скривен део на Морзеовој азбуци у коме Олдфилд вређа Ричарда Брансона. Иако многи од фанова сматрају овај албум за најбољи, није доживео комерцијални успех. Наредним албумом, , наставио је са нападима на Бренсона и то је био последњи албум издат за Virgin етикету. Значајна ствар на овом албуму била је та што је Олдфилд лично отпевао све главне вокале. Неки кажу да је то било због журбе да што пре напусти Virgin (пре тога је изјављивао како се његов глас не уклапа у његове песме).

### (1992—2003) Warner године
И након преласка у Warner Олдфилд је наставио да користи нове музичке стилове на албумима Tubular Bells II, (реинтерпретацији албума Tubular Bells), The Songs of Distant Earth (назван по истоименом роману Артура Кларка) испробавајући звук софтвера "New Age", као и Tubular Bells III настао под утицајем музичке денс сцене на острву Ибиза, где се преселио.
Током 1999. године Олдфилд је издао два албума — Guitars, у коме је искористио гитаре да направи све звуке на албуму, укључујући и перкусије и The Millennium Bell који се састоји од делова музичких праваца који су обележили историјска поглавља током прошлог миленијума. Овај албум је уживо изведен у Берлину током прославе новог миленијума 1999-2000.
Најновија ствар коју је придодао свом репертоару је пројекат Music VR, где комбинује своју музику са виртуалном реалношћу компјутерске игре. Његов први рад на овом пројекту је Tr3s Lunas из 2002, виртуална игрица где играч интерактивно учествује у свету препуном нове музике. Овај пројекат изашао је у виду двоструког CD-а — једног са музиком, а другог са игром.
Године 2003. издао је Tubular Bells 2003, поновљени снимак оригиналног албума на CD-у и аудио DVD-у. ово је урађено како би се „поправиле“ многе „несавршености“ које су постојале на оригиналу услед технологије из раних '70-их, као и ограниченог времена које је имао за снимање албума. Овим је прослављена тридесетогодишљица Tubular Bellsa и Олдфилдов педесети рођендан. DVD-Audio верзија садржи исто што и CD са сараунд звуком и неке демо верзије оригиналног албума. Отприлике у исто време Virgin је избацио SACD верзију са оригиналним стерео албумом и квадрофоном микс верзијом Фила Њуела из 1975. У верзији из 2003, оригинални глас Ем-Сија (Вив Стенсхол) замењен је гласом Џона Клиза.

### 2004—данас
Дана 12. априла 2004. Олдфилд је лансирао његов следећи VR пројекат по имену Maestro који садржи музику са албума Tubular Bells 2003, као и неке чилаут мелодије. Демо верзија игре може се наћи на његовом званичном сајту.
Дупли албум Light & Shade издат је за Mercury Records, за кога је Мајк недавно потписао уговор о издавању најмање три албума. Дискови садрже музику различитог расположења. Један је опуштајући ("Light"), а други је више натуштен и оштар ("Shade"). Албум се појавио 26. септембра 2005.

## Дискографија

### Студијски албуми
| Датум изласка       | Назив                      | Издавачка кућа |
| 25. мај 1973.       | Tubular bells              | Virgin         |
| 28. август 1984.    | Hergest Ridge              | Virgin         |
| 21. октобар 1975.   | Ommadawn                   | Virgin         |
| 24. новембар 1978.  | Incantations               | Virgin         |
| 23. новембар 1979.  | Platinum                   | Virgin         |
| 31. октобар 1980.   | QE2                        | Virgin         |
| 19. март 1982.      | Five Miles Out             | Virgin         |
| 27. мај 1983.       | Crises                     | Virgin         |
| 25. јун 1984.       | Discovery                  | Virgin         |
| 7. септембар 1987.  | Islands                    | Virgin         |
| 10. јул 1989.       | Earth Moving               | Virgin         |
| 14. јун 1990.       | Amarok                     | Virgin         |
| 18. фебруар 1991.   | Heavens Open               | Virgin         |
| 31. август 1992.    | Tubular Bells II           | Warner         |
| 14. новембар 1994.  | The Songs Of Distant Earth | Warner         |
| 26. август 1996.    | Voyager                    | Warner         |
| 28. август 1998.    | Tubular Bells III          | Warner         |
| 24. мај 1999.       | Guitars                    | Warner         |
| 26. новембар 1999.  | The Millennium Bell        | Warner         |
| 3. јун 2002.        | Tr3s Lunas                 | Warner         |
| 27. мај 2003.       | Tubular Bells 2003         | Warner         |
| 26. септембар 2005. | Light + Shade              | Mercury        |
| 17. март 2008.      | Music Of The Spheres       | Mercury        |
| 2017.               | Return to Ommadawn         | Virgin         |

### Филмска музика
- 1984 - The Killing Fields - музика из истоименог филма — Поља смрти

Напомена: Иако је коришћен у филму Истеривач ђавола, Tubular Bells (1973) није био саундтрек албум.
Мајк Олдфилд учествовао је и на саундтреку филма Досије икс: Битка за будућност са песмом "Tubular X". 

### Живи албуми
- 1979 - Exposed (DVD released 2005)
- 1980 - The Essential Live 1980 (VHS released 1980)
- 1981 - Live at Montreux 1981 (DVD released 2006)
- 1988 - The Wind Chimes 1988 (VHS released 1988)
- 1992 - Tubular Bells II, The Performance Live at Edinburgh Castle 1992 (VHS released 1992), (DVD released 1999)
- 1993 - Elements - The Best of Mike Oldfield|Elements, Best of the Videos (VHS released 1993), (DVD released 2004)
- 1998 - Tubular Bells III, The Performance Live at Horse Guards Parade 1998 (VHS released 1998), (DVD released 1999)
- 2000 - The Art in Heaven Concert, Live In Berlin 2000 (VHS released 2000), (DVD released 2001)
- 2006 - Nokia Night of the Proms

### Компилације, ремикси, итд.
- 1975 - The Orchestral Tubular Bells
- 1976 - The Orchestral Hergest Ridge (Није званично издат)
- 1976 - Boxed (Верзије албума Tubular Bells, Hergest Ridge и Ommadawn  измиксоване у квадрофоној техници.
- 1979 - Impressions
- 1980 - Music Wonderland
- 1980 - Airborn
- 1981 - Episodes
- 1985 - The Complete Mike Oldfield
- 1987 - A Virgin Compilation
- 1990 - Collector's Edition Box I & II
- 1993 - Elements - The Best of Mike Oldfield
- 1993 - Elements - The Best of Mike Oldfield 1973-1991 (4CD)
- 1997 - XXV: The Essential
- 2000 - Tubular Bells SA-CD (Hybrid SA-CD contains a new remaster of the original LP in 2-channel CDDA and DSD, and a new remaster of the 1975 quadraphonic mix.)
- 2001 - The Best of Tubular Bells
- 2002 - Collection
- 2006 - The Platinum Collection (3CD)